# A Day to Remember
Pour les articles homonymes, voir A Day to Remember (homonymie).
A Day to Remember (parfois abrégé en ADTR) est un groupe de metalcore américain, originaire d'Ocala, en Floride. Le groupe se compose actuellement du chanteur Jeremy McKinnon, du guitariste et chanteur Neil Westfall, du percussionniste et batteur Alex Shelnutt et du guitariste Kevin Skaff. Le groupe se différencie par des mélodies pop punk, combinées à des rythmes influencés par le hardcore (two steps, mosh part).

## Biographie
Après avoir signé avec le label Indianola pour la commercialisation de leur premier album, intitulé And Their Name Was Treason (2005), Scruggs est remplacé par Shelnutt en 2006. Plus tard la même année, le groupe commercialise For Those Who Have Heart (2007) chez Victory. Le groupe s'embarque dans de nombreuses tournées au Royaume-Uni et aux États-Unis, en plus d'avoir joué dans de nombreux festivals, avant l'enregistrement et la commercialisation de leur album Homesick (2009). Pendant leur promotion de Homesick durant leur tournée, Denney est remplacé par Skaff. Peu après, le groupe enregistre un album, What Separates Me from You (2010), et part pour une tournée mondiale. En 2011, le groupe engage une poursuite judiciaire contre leur label Victory, qui s'est achevé en octobre 2013. Le groupe enregistre son cinquième album, intitulé Common Courtesy (2013), le même mois.

### Débuts et premier album (2003–2006)
Après tous avoir joué dans différents groupes de la scène musicale de la ville d'Ocala, le chanteur Jeremy McKinnon, les guitaristes Neil Westfall et Tom Denney, le bassiste Joshua Woodard et le batteur Bobby Scruggs se réunissent en 2003. Peu de temps après, le groupe entreprend une tournée, avec plus de 200 spectacles, pour se faire un nom. Le groupe sort un extended play indépendant vendu pendant leur tournée. Le groupe signe chez Indianola Records, chez qui ils enregistrent le premier album, intitulé And Their Name Was Treason en février 2005 vendu à plus de 8 000 exemplaires,. Woodard explique : « Un de mes amis a dit qu'il connait quelqu'un à Victory Records. Je ne le croyais pas, mais j'ai pris contact avec le gars. Nous avons communiqué pendant environ six mois, et nous avons joué avec On the Last Day, dans une ville du côté de Chicago et ce gars-là était là, il a filmé. C'était la première fois que nous jouions dans l'Illinois, mais les 50 ou 60 personnes présentes chantaient nos chansons, c'était comme s'ils allaient être tous des fans pour la vie. »

### Victory Records etFor Those Who Have Heart(2006–2008)
Peu de temps après avoir signé avec Victory Records, le groupe et son nouveau batteur, Alex Shellnutt, entre au Zing Studio, pour enregistrer le deuxième album. L'album, intitulé For Those Who Have Heart est commercialisé en janvier 2007 chez Victory Records, et culmine à la 17e place du Billboard Top Heatseekers et 43e de la liste Top Albums indépendants. Le 24 septembre 2007, il reprend le single de Kelly Clarkson, Since U Been Gone et le publie sur MySpace. Il est ensuite présent sur la réédition de For Those Who Have Heart, commercialisé en février 2008 et terminé à la 43e place du Top Independent Albums.
A Day to Remember fait sa tournée au Royaume-Uni, pour la première fois, en janvier 2008, et est, ensuite, nommé dans la catégorie de « meilleur nouveau venu international », aux Kerrang! 2008 Awards, mais perd face à Black Tide. Par la suite, le groupe fait l'ouverture de Silverstein, avec The Devil Wears Prada et Protest the Hero (qui abandonne la tournée et est remplacé par A Static Lullaby) pour une longue tournée. Il joue au Bamboozle Left, le 6 avril, à l'Amphithéâtre de Verizon, à Irvine, en Californie, à l'édition 2008 du Festival Bamboozle, à East Rutherford, New Jersey, les 3 et 4 mai, ainsi qu'au Download Festival, en juin, et, toujours en 2008, au Vans Warped Tour. Avant de jouer au Download Festival, il visite le Royaume-Uni, avec The Devil Wears Prada et Alesana, pendant le Road to Download Tour. Dans l'année 2008, le groupe joue toutes les dates du Tour Easycore, aux États-Unis, avec New Found Glory, Four Year Strong, Crime in Stereo et International Superheroes of Hardcore.

### Homesicket départ de Denney (2008-2010)
Une version remixée et remasterisée du premier album, And Their Name Was Treason, intitulée Old Record, est commercialisée le 28 octobre 2008 chez Victory Records,. Plus tard, le groupe termine l'enregistrement de son troisième album Homesick, qui sortia en février 2009, et qui se placera 21e au Top 200 Listings chez Billboard, et premier dans le classement des Top Independent Albums. En décembre 2008, A Day to Remember fait sa tournée à travers l'Australie, avec Parkway Drive, Suicide Silence, The Acacia Strain et Confession. A Day to Remember joue à guichet fermé à Sydney, Melbourne, Brisbane, Perth et Adélaïde. Il est classé 21e du Top 40 Albums de Rolling Stone du mois, et, en juillet 2010, est vendu à plus de 200 000 exemplaires,. Après deux concerts à guichet fermé au Royaume-Uni, le groupe part en tournée européenne en février 2009, commençant par l'Allemagne, avec For the Fallen Dreams et Kenai. A Day to Remember fait sa tournée aux États-Unis, de mars à mai 2009, avec The Devil Wears Prada, Sky Eats Airplane et Emarosa. Avant la tournée, Tom Denney se fracture le poignet et est remplacé par Kevin Skaff, ancien membre de Four Letter Lie. Il tourne aussi au Royaume-Uni, avec For the Fallen Dreams et Azriel. Il tourne également, en 2009 au Vans Warped Tour, au Download Festival 2009, et en Asie, en Australie et en Nouvelle-Zélande, en août et septembre.
Le groupe contribue à un titre pour Punk Goes Pop 2, de Fearless Records, avec une reprise de The Fray, Over My Head (Cable Car). Le 2 juin 2009, le groupe annonce que Tom Denney quitte le groupe parce qu'il veut se concentrer sur son mariage, sa famille, et son studio d'enregistrement. Indépendamment de son départ du groupe, il reste toujours une partie du processus d'écriture de nouvelles chansons,. Denney est contacté pour l'enregistrement de groupes tels que The Getaway Starlight, Dang! We're On Fire, We Are Defiance ainsi qu'un certain nombre d'artistes individuels. Il est remplacé par Kevin Skaff, de Four Letter Lie.
The Downfall of Us All est publié en tant que contenu téléchargeable pour les jeux vidéo Rock Band et Rock Band 2, tandis que NJ Legion Iced Tea sort en téléchargement pour Guitar Hero World Tour, le 9 juillet 2009. A Day to Remember est programmé au Leeds Festival 2009, mais annule car Neil Westfall vient de subir une intervention chirurgicale. Il fait la tournée en tête d'affiche du Pulling Your Pud Tour, avec Parkway Drive, In Fear and Faith et I See Stars, en septembre 2009. Le groupe accompagne Bring Me the Horizon avec, comme invité, August Burns Red, lors de la tournée au Royaume-Uni et en Europe, en octobre-novembre 2009. Le 16 décembre 2009, A Day to Remember publie un single intitulé Right Where You Want Me to Be avec une vidéo éditée sur SantaMosh.com,.

### What Separates Me from You(2010–2011)
A Day to Remember joue au festival Soundwave Australian 2010. Il fait sa tournée au Royaume-Uni, en mars 2010, avec Architects et Your Demise, puis pendant la tournée Toursick, en Amérique du Nord, avec August Burns Red, Silverstein, Enter Shikari, Veara et Go Radio, du 31 mars au 18 mai 2010. Le 14 juillet 2010, MTV diffuse le clip du dernier single de Homesick, Have Faith in Me, sur son site web,. Selon Victory Records, le groupe est prêt à dévoiler le quatrième album studio, intitulé What Separates Me from You, le 26 octobre 2010. L'album est enregistré à Ocala, en Floride, avec le producteur Chad Gilbert qui a également produit Homesick. Le 20 septembre 2010, A Day to Remember annonce, en direct sur le site web de Victory Records, le nom de leur nouvel album : What Separates Me from You. Ils révèlent aussi la pochette de l'album, mais sa sortie est retardée de quelques semaines, jusqu'au 16 mai 2010. Le 16 novembre 2010, A Day to Remember annonce qu'il fera l'édition 2011 du Vans Warped Tour. Du 20 octobre au 19 novembre 2011, il est tête d'affiche du Eastpak Antidote Tour, aux côtés d'August Burns Red, The Ghost Inside et Living With Lions.
Le 15 décembre 2011, le groupe intente un recours contre Victory Records Inc,.

### Common Courtesy(2012–2014)
Lors d'un concert de mars 2013, le groupe a décidé de jouer un morceau tiré de son nouvel album Common Courtesy en exclusivité, nommé Right Back at It Again. Le 9 mai 2012, lors d'un concert, A Day To Remember annonce que le cinquième album studio s'intitulera Common Courtesy. Le groupe entre en studio début juin de la même année, mais la sortie de l'album est retardée de plusieurs mois, à cause d'un procès intenté par le groupe à l'encontre de leur maison de disques, Victory Records. Le 21 décembre 2012, au terme d'un compte à rebours, la chanson Violence (Enough is Enough) est mise en ligne sur leur site officiel et le groupe entame une tournée à guichet fermé à travers les États-Unis, puis joue sur beaucoup de festivals en Europe, dont le Hellfest, en France.
Le 23 août 2013, le groupe annonce, via une vidéo, la sortie du nouvel album, le 8 octobre 2013. À la suite des recours judiciaires contre la maison de disque Victory Records, la sortie de l'album est repoussée jusqu'à une date indéterminée pour l'instant. À la suite d'un jugement rendu par la cour les 5 octobre 2013, le groupe peut sortir la version numérique de l'album. Le groupe a pu finalement sortir son album en date du 8 octobre 2013, mais l'album est seulement disponible en téléchargement sur leur site web. La sortie de la version physique de Common Courtesy est annoncée pour le 25 novembre 2013, via leur page Facebook.
Le groupe part en tournée au Royaume-Uni et en Europe entre janvier et février 2014. En fin janvier, McKinnon annonce que le groupe filmera son concert à Londres dans l'espoir de publier un DVD live. Le groupe tourne en Amérique entre septembre et octobre aux côtés de Bring Me the Horizon, Motionless in White et Chiodos, sous la tournée Parks & Devastation Tour. Le groupe jouera en ouverture pour Blink-182 (les débuts en live de Matt Skiba) à deux dates.

### Bad Vibrations(2015-2018)
Le 30 septembre 2015, le guitariste Neil Westfall annonce via Ultimate Guitar que le groupe travaille sur de nouvelles chansons.
A Day to Remember participe au Big Ass Tour avec The Amity Affliction en Australie, et en Nouvelle-Zélande en décembre 2015, avec Motionless in White et Hands Like Houses. Le 9 mars 2016, leur chanson Paranoia est diffusée en avant-première sur la radio Beats 1. La chanson est enregistrée avec Bill Stevenson des Descendants/All. Elle est publiée comme single le 11 mars. Un clip est publié le même jour, réalisé par Ethan Lader. Le 2 juin 2016, une autre chanson intitulée Bad Vibrations est publiée, accompagnée d'un clip. Il s'agit du single-titre de leur futur album. Le 2 septembre 2016, le groupe sort l'album Bad Vibrations. Il sort sur leur label et sur le label Epitaph Records. 

### You're Welcomeet éviction du bassiste Joshua Woodard (depuis 2019)
Le 14 juin 2019, le DJ, Marshmello, sort un titre en collaboration avec le groupe, nommé, Rescue Me. Le 20 août 2019, ils dévoilent un nouveau titre, Degenerates, et annoncent avoir signé avec le label Fueled by Ramen. Durant un concert intimiste à Londres le 21 août 2019, le groupe annoncent que leur septième album se nommera You're Welcome et devrait sortir à la fin de l'année. La sortie est alors fixé au 15 novembre 2019, cependant une semaine avant la sortie, le groupe annonce que l'album ne verra pas le jour avant 2020 car le mixage de l'album n'est pas encore fini,. Ils sortent malgré tout un autre single le même mois, Resentment. Le 15 avril 2020, un troisième single, Mindreader, voit le jour. Quasiment un an après la sortie initiale de ce septième album, le groupe annonce une date pour ce dernier qui est alors fixé au 5 mars 2021. Le 25 janvier 2021, ils réalisent un livestream acoustique, appelé Live at The Audio Compound, où ils jouent certains morceaux inédits de l'album à venir. 
L'album You're Welcome sort finalement le 5 mars 2021.  
Le 13 octobre 2021, il a été annoncé que le bassiste fondateur Joshua Woodard avait quitté le groupe en raison d'accusation d'agressions sexuelles qui se seraient déroulé en 2020. Woodard a également été impliqué dans un accident de voiture en 2017 où il a "traversé de façon inattendue trois voies de circulation" et tué un conducteur de 24 ans dont l'affaire a refait surface en même temps.  
Le 16 décembre 2021, ils publient une nouvelle chanson intitulé Last Chance to Dance (Bad Friend) et le 21 juillet 2022, ils publient un nouveau single appelé Miracle.

## Membres

### Membres actuels
- Jeremy Mckinnon - chant (depuis 2003)
- Neil Westfall - guitare rythmique (depuis 2003)
- Alex Shellnutt - batterie (depuis 2006)
- Kevin Skaff - guitare, chœurs (depuis 2009)

### Anciens membres
- Tom Denney - guitare, chœurs (2003-2009)
- Bobby Scruggs - batterie (2003–2006)
- Brandon Roberts - batterie (2003)
- Joshua Woodard - basse (2003-2021)

## Discographie

### Singles
- 2020 : Brick wall
- 2021 : Everything We Need
- 2022 : Miracle
- 2024 : Feedback

## Vidéographie
- Since U Been Gone
- A Second Glance
- The Plot To Bomb The Panhandle
- The Danger In Starting A Fire
- The Downfall Of Us All
- I'm Made Of Wax, Larry, What Are You Made Of?
- Right Where You Want Me To Be
- Mr. Highway's Thinking About The End
- Have Faith In Me
- All I Want
- All Signs Point To Lauderdale
- 2nd Sucks
- Right Back At It Again
- End of Me
- I'm Already Gone
- Paranoia
- Bad Vibrations
- Bullfight
- Naivety
- We Got This
- Resentment
- Mindreader